# Tinospora sinensis
Tinospora sinensis es una especie de planta herbácea trepadora de la familia Menispermaceae, originaria de las zonas tropicales de la India, Myanmar y Sri Lanka.

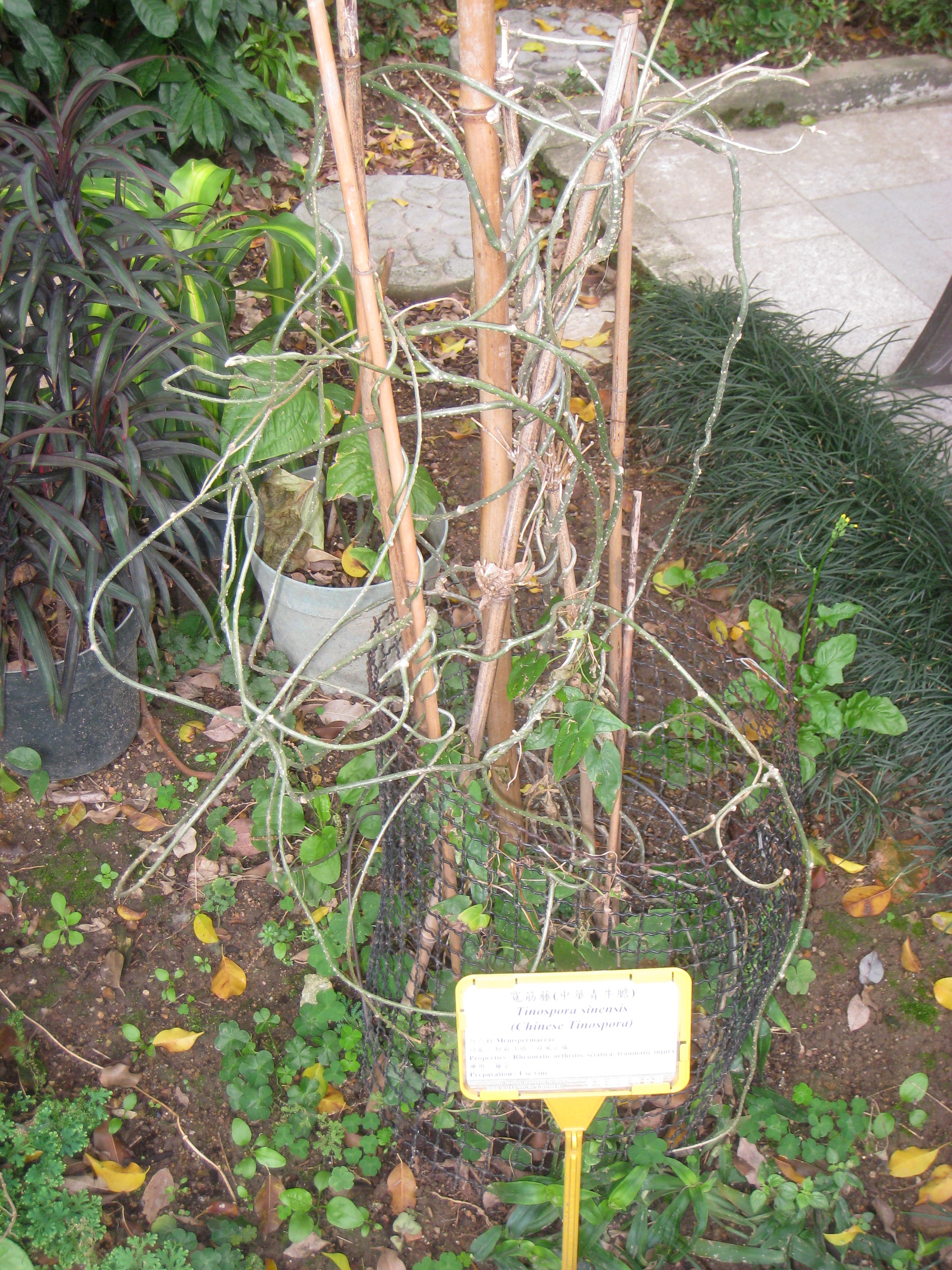
Vista de la planta

## Descripción
Es un arbusto trepador glabro encontrado en toda la India, por lo general crece en bosques caducifolios y secos. Las hojas tienen forma de corazón. La corteza suculenta es de color blanco cremoso a gris, con hendiduras profundas manchados con lenticelas. Produce largas y delgadas raíces aéreas, y con frecuencia se cultiva entre árboles de mango o neem. Las flores son de color amarillo, y crecen en racimos laxos de nodos en la madera vieja. Los frutos son drupas que se tornan de color rojo cuando están maduras.

## Compuestos químicos
Los activos adaptogénicos constituyentes son compuestos de diterpeno, polifenoles y polisacáridos, incluyendo el polisacárido arabinogalactano.

## En medicina herbal

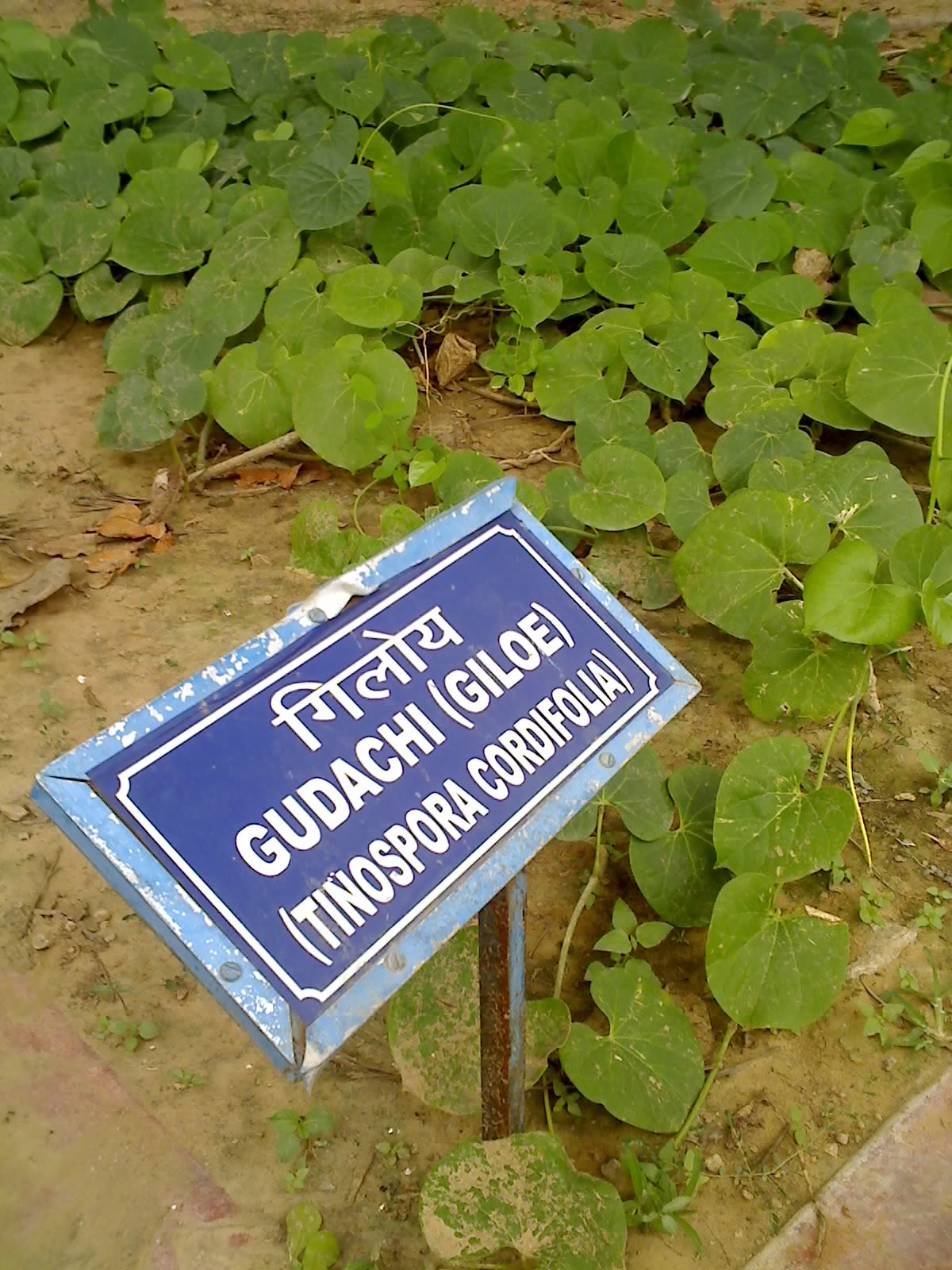
en Talkatora Gardens, New Delhi

De acuerdo con el 1918 United States Dispensatory, la planta tiene una larga historia de uso en la India como uso medicinai y en la preparación de un almidón conocido como Giloe-ka-sat o como Palo. Tinospora sinensis y las especies relacionadas, como Tinospora crispa and Tinospora rumphii Boerl, se utilizan en la medicina herbaria Ayurveda y Jamu. En el Ayurveda, Guduchi es considerada una de las hierbas más divinas.

## Investigación
Un extracto estandarizado de Tinospora conocido como Tinofend se ha estudiado clínicamente. Un estudio realizado en 75 pacientes con rinitis alérgica (fiebre del heno) se mostró estadísticamente significativa en la reducción de los síntomas en comparación con el placebo. Una revisión independiente de este estudio concluyó que "se observaron diferencias significativas entre los grupos en todos los síntomas", aunque los estudios de mayor calidad en grandes poblaciones son necesarios para confirmar este hallazgo.

## Taxonomía
Tinospora sinensis fue descrita por (Lour.) Merr. y publicado en Sunyatsenia 1(4): 193. 1934.
Sinonimia
- Campylus sinensis Lour.
- Cocculus tomentosus Colebr.
- Menispermum cordifolium Willd.
- Menispermum malabaricum Lam.
- Menispermum tomentosum (Colebr.) Roxb.
- Tinospora cordifolia (Willd.) Miers
- Tinospora malabarica (Lam.) Hook. f. & Thomson
- Tinospora tomentosa (Colebr.) Hook. f. & Thomson[12]